# JC Ferrero Challenger Open 2022
Il JC Ferrero Challenger Open 2022 è stato un torneo maschile tennis professionistico. È stata la 5ª edizione del torneo, facente parte della categoria Challenger 80 nell'ambito dell'ATP Challenger Tour 2022, con un montepremi di 45 730 €. Si è svolto dal 3 al 9 ottobre 2022 sui campi in cemento della JC Ferrero Academy di Alicante, in Spagna.

## Partecipanti

### Teste di serie
| Nazionalità | Giocatore            | Ranking* | Testa di serie |
| ----------- | -------------------- | -------- | -------------- |
| Spagna      | Fernando Verdasco    | 116      | 1              |
| Francia     | Geoffrey Blancaneaux | 139      | 2              |
| Italia      | Matteo Arnaldi       | 157      | 3              |
| Bulgaria    | Dimitar Kuzmanov     | 159      | 4              |
| Italia      | Raul Brancaccio      | 170      | 5              |
| Stati Uniti | Emilio Nava          | 176      | 6              |
| Ungheria    | Fábián Marozsán      | 185      | 7              |
| Slovacchia  | Lukáš Klein          | 219      | 8              |

* Ranking al 26 settembre 2022.

### Altri partecipanti
I seguenti giocatori hanno ricevuto una wild card per il tabellone principale:
- Dali Blanch
- Ulises Blanch
- Martín Landaluce

I seguenti giocatori sono entrati in tabellone come alternate:
- Robin Haase
- Billy Harris

I seguenti giocatori sono passati dalle qualificazioni:
- Hady Habib
- Bu Yunchaokete
- Federico Gaio
- Stuart Parker
- Rudolf Molleker
- Steven Diez

## Campioni

### Singolare
Lukáš Klein ha sconfitto in finale  Nick Hardt con il punteggio di 6–3, 6–4.

### Doppio
Robin Haase /  Albano Olivetti hanno sconfitto in finale  Sanjar Fayziev /  Sergey Fomin con il punteggio di 7–6(5), 7–5.